# Owen Meany
Owen Meany (1989; Originaltitel: A Prayer for Owen Meany) ist der siebte Roman des US-amerikanischen Schriftstellers John Irving. Er beschreibt die Kindheit und das Erwachsenwerden zweier Jungen aus sehr unterschiedlichen Familien im Amerika der 1950er- und 1960er-Jahre. Die Erzählung, die als Rückblick des erwachsenen Ich-Erzählers, John (genannt Johny) Wheelwright, gestaltet ist, spielt in New Hampshire. Die deutschsprachige Übertragung von Edith Nerke und Jürgen Bauer wurde erstmals 1990 im Diogenes Verlag, Zürich, veröffentlicht.
Das Buch ist eine Hommage an Irvings Vorbild und Freund Günter Grass und seinen ersten Roman Die Blechtrommel, dessen Protagonist Oskar Matzerath neben den Initialen viele weitere Parallelen aufweist. Irving hat dies selbst in vielen Interviews ausdrücklich bestätigt. Owen Meany hat jedoch eine völlig eigenständige Handlung, ist also keine Nacherzählung.

## Inhalt
Owen Meany ist kleinwüchsig und hat passend zu seiner geringen Körpergröße eine Stimme wie eine Comicfigur. Beides trägt ihm viel Spott ein.
Die Freundschaft zwischen Owen und John Wheelwright ist eng und Owen verbringt viel Zeit in der Familie seines Freundes, der mit seiner unverheirateten Mutter bei der Großmutter lebt. Owen bewundert die schöne Mutter seines Freundes, des Ich-Erzählers, geradezu schwärmerisch. In ihrer Freizeit spielen die Jungen hauptsächlich Basketball. Für Owen ist dieser Sport, wegen seiner geringen Körpergröße, eigentlich ein Unding. Aber sein Freund hilft ihm, die fehlende Länge zu überwinden, indem er mit ihm zusammen über das Spielfeld rennt und ihn hochhebt, während Owen den Ball in den Korb wirft.
Tragischerweise trifft Owen die Mutter des Ich-Erzählers mit einem scharf gespielten Ball beim Baseball an ihrer Schläfe, woraufhin sie sofort tot ist. Owen lebt nun unter der Vorstellung, ein Instrument Gottes zu sein, was auch alle seine Handlungen determiniert. Er denkt ständig an seinen nahe bevorstehenden Tod, der dementsprechend einem guten Zweck dienen wird und dessen Datum er lange vorher durch eine Vision zu kennen glaubt. John hingegen ist an Fragen des Glaubens wenig interessiert und offenbart zunächst kein transzendentes Bedürfnis. Im Laufe seines Lebens wird sich das allerdings ändern.
Die dramatische Auflösung des Romans beantwortet viele Fragen, die sich beim Leser während des Lesens einstellen. John Irving arbeitet den gesamten Roman über auf ein singuläres Ereignis hin: Owen stirbt den Opfertod.

## Verfilmung
Nach dem Buch entstand 1998 auch ein Spielfilm des US-amerikanischen Filmregisseurs Mark Steven Johnson, der allerdings auf Wunsch von Autor John Irving nicht den Romantitel, sondern den Titel Simon Birch trägt. Er handelt von einem kleinwüchsigen Jungen und der Kraft der Freundschaft und spielt in einem amerikanischen Provinznest der 1960er. Der Film verarbeitet den reichhaltigen Stoff des Romans jedoch nur teilweise und ändert ihn obendrein relativ großzügig ab.